# Parti populaire (Monténégro)
Pour les articles homonymes, voir Parti populaire.
Le Parti populaire est un parti politique monténégrin refondé en 1990 et présidé par Predrag Popović. De tendance conservatrice et démocrate-chrétienne, partisan de l'union avec la Serbie, le Parti populaire se situe dans l'opposition au gouvernement conduit par le Parti démocratique socialiste du Monténégro. Il se déclare avant tout partisan du droit à la vie, à la liberté, à la propriété et à la foi. 
Ses origines remontent en 1905, quand des parlementaires opposés au régime absolutiste du prince Nicolas Ier de Monténégro décident de créer un Club des membres du Parlement monténégrin, lequel devient le Parti populaire en 1907. Après un long sommeil, le Parti populaire est refondé en 1990 lors de l'instauration du multipartisme au Monténégro.
La coalition centriste à laquelle il appartient et qui rassemble le Parti socialiste populaire du Monténégro et le Parti serbe démocratique est l'une des principales forces d'opposition nationale au Monténégro. Aux élections législatives de 2006, elle a obtenu 14.07 % des voix et 11 députés.